# これから (鈴木雅之の曲)
『これから』は、2004年2月4日に発売された鈴木雅之の27枚目のシングル。

## 解説
- ゴスペラーズのメンバーによるプロデュース第1弾。タイトル・トラック「これから」とカップリング「再会」とも、ゴスペラーズのメンバーがコーラスとして参加している。
- 10枚目のアルバム『Shh...』の先行シングル。

## 収録曲
| #         | タイトル                    | 作詞           | 作曲                   | 編曲      | 時間  |
| --------- | --------------------------- | -------------- | ---------------------- | --------- | ----- |
| 1.        | 「これから」                | 安岡優、黒沢薫 | 黒沢薫                 | 大野宏明  | 5:22  |
| 2.        | 「再会」                    | 村上てつや     | 村上てつや、佐々木真里 | 有賀啓雄  | 5:24  |
| 3.        | 「これから (Instrumental)」 |                | 黒沢薫                 | 大野宏明  | 5:22  |
| 4.        | 「再会 (Instrumental)」     |                | 村上てつや、佐々木真里 | 有賀啓雄  | 5:21  |
| 合計時間: | 合計時間:                   | 合計時間:      | 合計時間:              | 合計時間: | 21:29 |